# 拉讷维尔叙勒松
拉讷维尔叙勒松（法語：La Neuville-sur-Ressons，法語發音：[la nøvil syʁ ʁəsɔ̃]）是法国瓦兹省的一个市镇，属于贡比涅区。

## 地名
与通常在法语地名中表示“在……河畔”之意的“sur”不同，该地名La Neuville-sur-Ressons中的“sur”意为“在……上方”，表示名为拉讷维尔（La Neuville）的该地与勒松（Ressons）的位置关系，且事实上也并无“勒松河”存在。

## 地理
拉讷维尔叙勒松（49°33'5"N, 2°45'9"E）面积2.68 平方千米，位于法国上法蘭西大區瓦兹省，该省份为法国北部内陆省份，北起索姆省，西接厄尔省和滨海塞纳省，南至塞纳-马恩省和瓦兹河谷省，东临埃纳省。
与拉讷维尔叙勒松接壤的市镇（或旧市镇、城区）包括：屈维伊、马河畔马尔尼、奥尔维莱索雷勒、马河畔勒松、里克堡。
拉讷维尔叙勒松的时区为UTC+01:00、UTC+02:00（夏令时）。

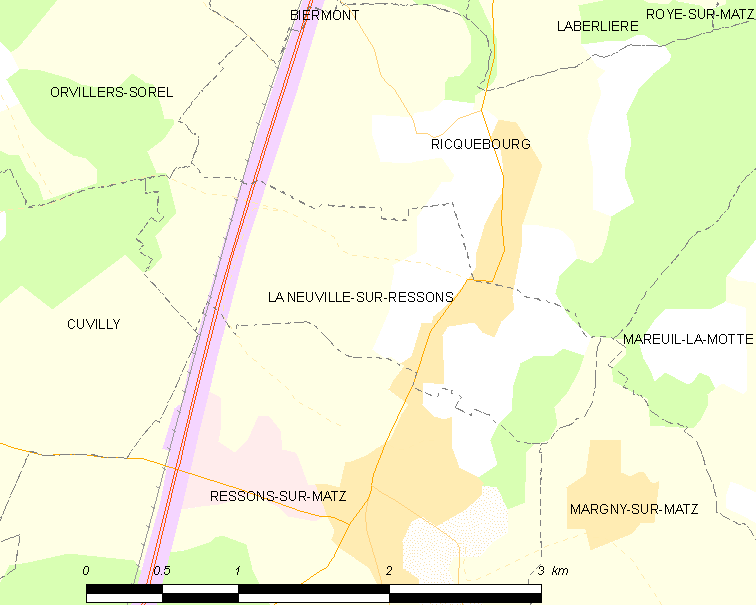
拉讷维尔叙勒松的OSM定位图

## 行政
拉讷维尔叙勒松的邮政编码为60490，INSEE市镇编码为60459。

## 政治
拉讷维尔叙勒松所属的省级选区为埃斯特雷圣但尼县。

## 人口

1962-2008年间拉讷维尔叙勒松人口变化图示

拉讷维尔叙勒松于2022年1月1日时的人口数量为203人。